# Roberto Alejandro
Roberto Alejandro Blanco (ur. 7 października 2000) – meksykański zapaśnik walczący w stylu wolnym. Zajął czternaste miejsce na mistrzostwach świata w 2021. Srebrny medalista mistrzostw panamerykańskich w 2021. Mistrz panamerykański kadetów w 2016 i 2017; drugi w 2015 roku.